# Canillas de Aceituno
Canillas de Aceituno er en by og kommune i det sydlige Spanien i provinsen Málaga. Den har et indbyggertal på 1.777 (2024) indbyggere.